# Zonnerussula
De zonnerussula (Russula solaris) is een schimmel behorend tot de familie Russulaceae. De soort vormt ectomycorrhiza met Fagus-soorten. Hij wordt vaak aangetroffen bij oude beuken (Fagus sylvatica), in lanen, op matig voedselrijke, vaak lemige bodems.

## Kenmerken

### Uiterlijke kenmerken
Hoed
De hoed heeft een diameter van 2 tot 5 cm breed. De kleur is stralend goudgeel tot chromaatgeel. De hoedrand is lichter en vervaagt vaak tot bijna witachtig of licht strogeel. De hoed is dunvlezig en de rand is geribd. De vorm is halfbolvormig als het jong is, dan convex en snel verdiept. Het centrum is aanzienlijk donkerder en vaak goudgeel van kleur of licht oranje getint. De hoedhuid is vettig als hij nat is, dof als hij droog is en kan voor de helft of meer worden afgepeld.
Lamellen
De lamellen zijn lange tijd bleek en worden dan strogeel. Ze zijn matig dicht en vertonen duidelijke kruisaders.
Steel
De zuiver witte steel is korter dan de diameter van de hoed. Het is 2 tot 5 cm lang en 1 tot 2 cm breed. Het is licht knotsvormig en is gemakkelijk in te drukken. Met de leeftijd is de steel  vaak hol. Het heeft geen velum en het oppervlak is droog, glad, wit. Bij beschadiging kleurt hij geel.
Geur en smaak
Het vlees smaakt scherp, vooral in de lamellen, en is zeer mals. Het ruikt aromatisch naar azijn, mosterd of ingeblikte appelmoes.
Sporenprint
De sporenprint is crèmekleurig (IIb-c volgens Romagnesi).

### Microscopische kenmerken
De basidia zijn 4-sporig en is 30 tot 53 μm lang en 8,5 tot 10 μm, zelden tot 12 μm, breed. Ze hebben vier sterigmata van 3 tot 10 μm lang. De basidiosporen zijn elliptisch tot bijna bolvormig, 7 tot 9 µm lang en 5,5 tot 7 (soms tot 7,5 µm) breed. De Q-waarde (verhouding van sporenlengte en -breedte) is 1,1 tot 1,3. Het sporenornament bestaat uit stekelige, bijna geïsoleerde, 0,5 tot 1,2 µm hoge wratten, waarvan sommige wat langwerpig zijn en soms ook plaatselijk met elkaar verbonden zijn.
De pleurocystidia zijn 42-85 µm lang en 6,5 tot 12 µm breed. Ze zijn bolvormig of cilindrisch en aan de bovenkant afgeknot. De 35 tot 65 µm lange en 7 tot 9 µm brede cheilocystidia zijn min of meer spoelvormig en hebben vaak een klein aanhangsel aan hun punt. Alle cystidia zijn talrijk en kleuren blauw met sulfovanilline en grijszwart met sulfobenzaldehyde.
De hoedhuid (Pileipellis) bestaat uit cilindrische, min of meer gedraaide en versmalde aan de punt, 2 tot 3,5 µm brede hyfen. Ze zijn schaars gesepteerd en vaak een of twee keer vertakt. Tussen de haarachtige hyfen vindt men cilindrische, slangachtige tot zwak knotsvormige, 2 tot 5-voudig gesepteerd en 3 tot 7 µm brede pileocystidia, die grijszwart verkleuren met sulfobenzaldehyde.

## Verspreiding

Europees verspreidingsgebied

De zonnerussula is een Europese soort. De soort komt voor in het westen van het Middellandse Zeegebied en aan de Atlantische kusten.
In Nederland komt de zonnerussula komt in Nederland vrij algemeen voor. Hij staat niet op de rode lijst en is niet bedreigd.